# La Cruz (cantão)
La Cruz é um cantão da Costa Rica, situado na província de Guanacaste. Limita ao norte com a Nicarágua, ao sul com Liberia, ao leste com Upala, e ao oeste com o Oceano Pacífico. Possui uma área de 346,22 km² e sua população está estimada em 9.191 habitantes.

## Divisão política
Atualmente, o cantão de La Cruz possui 4 distritos:
|   | Nome do Distrito |
| - | ---------------- |
| 1 | La Cruz          |
| 2 | Santa Cecilia    |
| 3 | La Garita        |
| 4 | Santa Elena      |